# La Neuville-Bosmont

La Neuville-Bosmont este o comună în departamentul Aisne din nordul Franței. În 1 ianuarie 2022 avea o populație de 187 de locuitori.